# Jens Bauditz
Jens Bauditz (* 20. August 1981 in Dresden) ist ein deutscher Chorleiter und Dirigent, seit 2012 leitet er den Neuen Knabenchor Hamburg.

## Werdegang
In seiner Kindheit sang er im Dresdner Kreuzchor. Als Knabenalt trat er solistisch u. a. in der Semperoper Dresden, im Staatstheater Cottbus und an der Komischen Oper Berlin auf. Später sammelte er als  Erster Präfekt des Kreuzchores schon frühe Erfahrungen als Dirigent. Zur Förderung seiner musikalischen Begabung wurde ihm 2002 das 10. Rudolf-Mauersberger-Stipendium des Dresdner Kreuzchores verliehen.
Sein Studium als Chordirigent absolvierte er bei Jörg-Peter Weigle an der Hochschule für Musik „Hanns Eisler“ in Berlin, wo er zudem seine Diplome in Gesang und Gesangspädagogik ablegte. In Meisterkursen arbeitete er u. a. mit Frieder Bernius, Denis Rouger, Stefan Parkman und dem Hilliard-Ensemble.
Parallel zum Studium war er bereits als Dirigent mehrerer Chöre tätig, darunter das aus Alumni des Dresdner Kreuzchores bestehende Ensemble „arcanum musicae“ und der Kammerchor „cantamus berlin“. Zudem arbeitete er im Lehrauftrag an der Hochschule für Musik „Hanns Eisler“ als Leiter der Chöre des Musikgymnasiums „Carl Philipp Emanuel Bach“. Konzerttourneen führten ihn u. a. in die USA, die Schweiz, die Niederlande sowie nach Russland, Polen, England, Österreich, Frankreich und Finnland.
Seit Januar 2012 leitet er die gesamte Knabenchorschule des Neuen Knabenchores Hamburg, in der insgesamt 130 Jungen von den Vorchören bis zum Hauptchor singen.